# Michel Petrucciani
Michel Petrucciani (Orange, 1962. december 28. – New York, 1999. január 6.) francia dzsesszzongorista. Dinamikus, nagyon tiszta zongorajátéka könnyen felismerhető, jellegzetes hangú zenésszé, nem mindennapi külseje pedig senkivel nem összekeverhető karakterré tette.

## Pályafutása

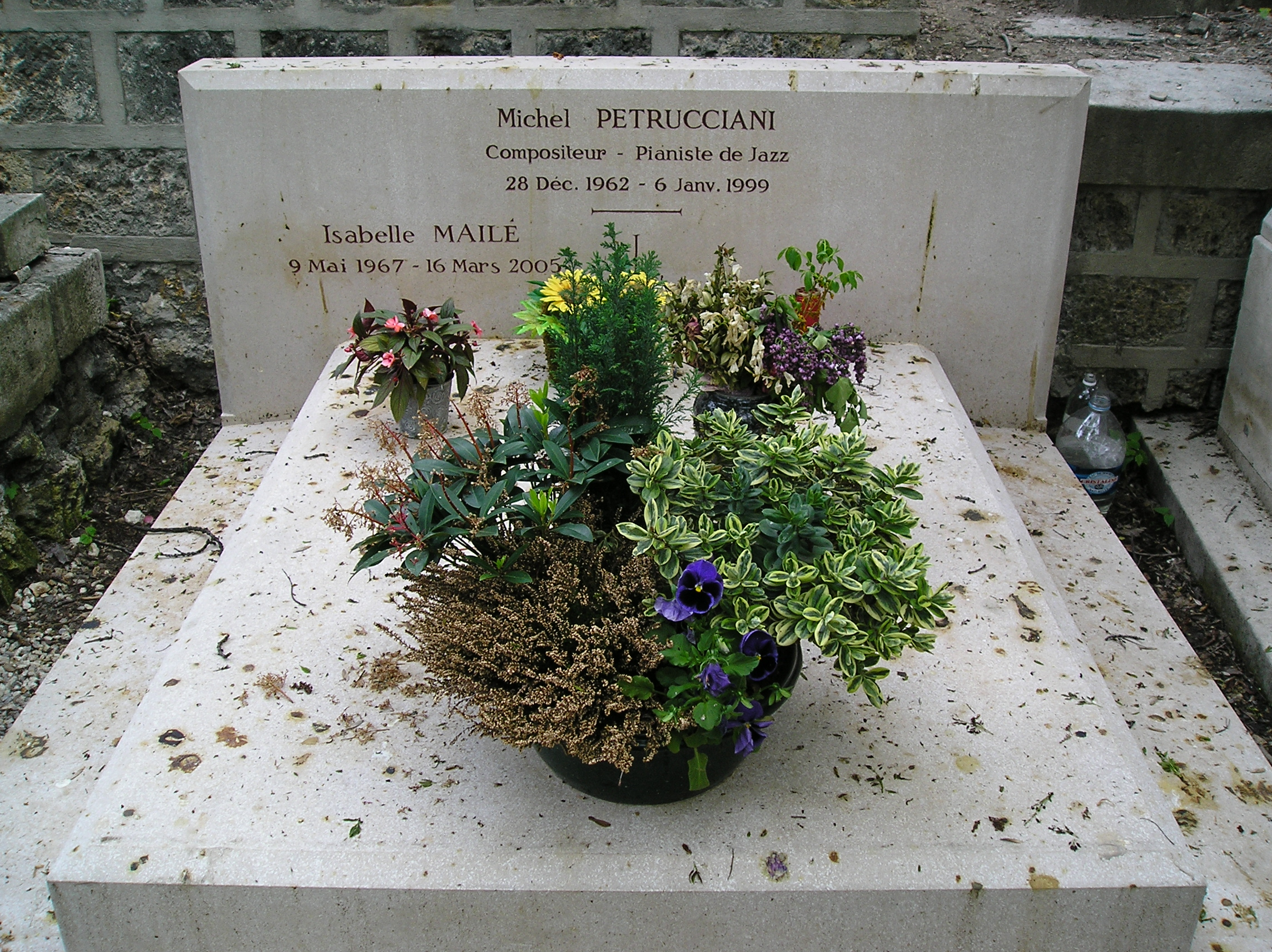
Michel Petrucciani sírja

Olasz-francia családból érkezett, jelentős zenei háttérrel. Apja, Tony Petrucciani gitározott, bátyja, Louis bőgőzött, másik testvére, Philippe pedig szintén gitáron játszott. Michel osteogenesis imperfectával született. Ez egy genetikai betegség, amitől a beteg csontjai különlegesen törékenyek, ez az ő esetében nagyon kis méretet eredményezett. Ehhez sokszor kapcsolódnak különféle tüdőbajok. Karrierje korai szakaszában apja és bátyja szó szerint cipelték a színpadon, mert nem tudott járni magától.
Már fiatal korában beleszeretett Duke Ellington játékába, és olyan zongorista akart lenni, mint ő. Kiskorában eljutott egy koncertjére, ami csak még jobban megerősítette ezen szándékában. Bár sokáig klasszikus zongoristának tanult, a jazz maradt a fő érdeklődési köre. 13 évesen adta az első koncertjét, mint professzionális zenész. Életének ebben a szakaszában még mindig roppant törékeny volt, és kézben kellett hordozni a zongorához és vissza. Mérete miatt nem tudta elérni a zongora pedáljait, ezért édesapja egy speciális mechanikus szerkezetet készített otthon, ami tulajdonképpen egy teljesen normális pedálsor volt, csak magasabban, rákötve a zongora pedáljaira. Tenyere, ujjai átlagos méretűek voltak, ezért ez legalább nem hátráltatta játékában. Persze külseje rögtön a védjegye lett, az emberek szívükbe fogadták. Állítólag a korai időkben menedzsere úgy spórolt a szállás költségével, hogy bebújtatta Michelt egy bőröndbe, és ekképp csempészte a hotelbe.
18 éves korában egy sikeres trió tagja volt. Egy Lee Konitz-cal közös franciaországi turné után 1982-ben az USA-ba költözött. Rávette az akkor már veterán Charles Lloydot, hogy kezdjen újra zenélni. Vele vette fel a hatalmas sikert aratott Prix d'Excellence című albumot. 1985. február 22-én New Yorkban, egy Town Hall-beli koncerten Lloyd besétált a színpadra, Michellel a karjaiban, és a zongoraszékre tette. Ez jazz-történeti pillanat volt: a One Night with Blue Note forgatása. A film rendezője, John Jopson később azt nyilatkozta, a pillanat könnyeket facsart a szeméből, az egyik legmeghatóbb jelenet volt életében.
1986-ban felvett egy élő lemezt Wayne Shorterrel és Jim Hall-lal. Játszott különböző nagy amerikai formációkban, többek közt Dizzy Gillespievel is.
1994-ben Légion d'honneur díjat kapott Párizsban.
Stílusára kezdetben Bill Evans volt nagy hatással, míg mások Keith Jarretthez hasonlítják.
Három komoly szerelmi kapcsolata volt. Első házasságát Gilda Buttà olasz zongoraművésznővel kötötte, de elváltak. Két gyereke van, egyikük örökölte betegségét. Fogadott fia Rachid Roperch.
Michel Petrucciani alig 36 évesen hunyt el, tüdőbaj következtében. Párizsban, a Le Père Lachaise Temetőben helyezték örök nyugalomra.
2009. február 12-én a Mezzo zenei tv-csatorna egy külön estét szentelt Petrucciani emlékére, halálának 10 éves évfordulója alkalmából.

## Diszkográfia
- Flash (1980)
- Michel Petrucciani Trio (1981)
- Date with Time (1981)
- Michel Petrucciani (1981)
- Estate (1982)
- Oracle's Destiny (1982)
- Toot Sweet (1982)
- 100 Hearts (1983)
- Live at the Village Vanguard (1984)
- Note'n Notes (1984)
- Cold Blues (1985)
- Pianism (1985)
- Power of Three (1986) with Wayne Shorter and Jim Hall
- Michel plays Petrucciani (1987)
- Music (1989)
- The Manhattan Project (1990) with Wayne Shorter, Stanley Clarke, Lenny White, Gil Goldstein and Pete Levin
- Playground (1991)
- Live (1991)
- From the Soul (1991) on Dec 28, 1991 with Joe Lovano
- Promenade with Duke (1993)
- The Blue Note Years (1993)
- Marvelous (1994)
- Conference De Presse (with Eddy Louiss) (1994)
- Au Theatre Des Champs-Élysées (1994)
- Darn that Dream (1996)
- Flamingo (with Stéphane Grappelli) (1996)
- Solo Live (1999)
- Live in Germany (1998)
- Both Worlds (1998)
- Trio in Tokyo (1999) with Steve Gadd and Anthony Jackson
- Bob Malach & Michel Petrucciani (2000)
- Concerts Inedits /Live (2000)
- Conversation (2001)